# Acritodes trapezisternus
Acritodes trapezisternus är en skalbaggsart som först beskrevs av G. Müller 1944.  Acritodes trapezisternus ingår i släktet Acritodes och familjen stumpbaggar. Inga underarter finns listade i Catalogue of Life.